# Antidepressivo di seconda generazione

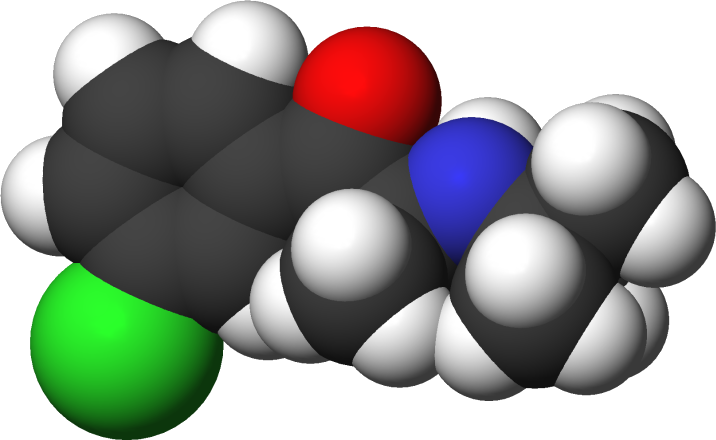
Rappresentazione grafica tridimensionale di una molecola di bupropione, un antidepressivo di seconda generazione.

Per antidepressivo di seconda generazione si intende l'insieme dei farmaci antidepressivi introdotti sul mercato a partire dagli anni '80 e non appartenenti alla classe degli IMAO e TCA classici. Tali farmaci hanno fatto il loro esordio negli Stati Uniti nel 1982, quando il trazodone è stato approvato per il trattamento del disturbo depressivo. Tale distinzione in generazioni si basa più su un criterio temporale che sulla struttura chimica e meccanismo d'azione, per cui non esiste un generale accordo su quali farmaci ne facciano parte.
Le molecole tradizionalmente considerate di seconda generazione comprendono alcuni nuovi triciclici (come amoxapina e maprotilina), gli SSRI e SNRI, ed i cosiddetti "antidepressivi atipici" come amineptina, tianeptina, mirtazapina, mianserina, trazodone, nefazodone. 
Gli antidepressivi atipici di seconda generazione sono una classe di farmaci così chiamati perché interagiscono con dei target del sistema nervoso centrale su cui generalmente non agiscono gli antidepressivi tipici (IMAO, TCA, SSRI, SNRI), come ad esempio alcuni particolari neurotrasmettitori o recettori. In studi comparativi hanno dimostrato un'efficacia paragonabile a quella degli antidepressivi "tipici" specie nel trattamento della depressione maggiore, o addirittura superiore nel caso di particolari sottotipi di disturbo. Non essendo farmacologicamente correlati ai classici antidepressivi, generalmente non ne condividono alcuni degli effetti collaterali, come ad esempio quelli sulla sfera sessuale, e possono perciò costituire una valida alternativa per quei pazienti che non rispondono ai classici trattamenti o mostrano effetti collaterali intollerabili. In genere sono ampiamente sottoprescritti, sia perché la loro recente approvazione non ne ha permesso ancora un'ottimale pubblicizzazione e diffusione rispetto ai classici antidepressivi, sia per l'errata convinzione di molti specialisti che questi conservino gli effetti collaterali dei farmaci di prima generazione (come nel caso degli inibitori reversibili delle MAO).
I farmaci antidepressivi comparsi sul mercato a partire dalla fine degli anni '90 o caratterizzati da un meccanismo di azione così detto multimodale, cioè che agisce contemporaneamente su più target biologici, vengono raggruppati invece nella terza generazione, di cui fanno parte i multimodali (come vortioxetina e vilazodone) e i RIMA (IMAO reversibili).

## Meccanismo di azione
Di seguito una distinzione delle varie molecole in base all'azione farmacologica:
- Inibitori della ricaptazione della noradrenalina (NaRI): farmaci di seconda generazione, sono utili nelle forme depressive caratterizzate da deficit attentivi e di motivazione. La loro efficacia antidepressiva sembra essere inferiore a quella di altre classi di farmaci ma risultano utili in altre condizioni non psichiatriche (dolore neuropatico o enuresi notturna).
  - Atomoxetina
  - Reboxetina
  - Viloxazina
  - Mazindolo

- Inibitori della ricaptazione della noradrenalina e della dopamina (NDRI): farmaci di seconda generazione, hanno un'attività lievemente psicostimolante per cui sono utilizzati nelle depressioni associate a mancanza di energia e di motivazione, problemi di concentrazione e difficoltà cognitive, anedonia, astenia. Sono associati ad un modesto decremento di peso per cui sono preferiti quando gli altri farmaci hanno causato un eccessivo aumento di peso o lo si vuole prevenire (il buproprione è utilizzato off-label come agente dimagrante). A differenza della maggior parte degli antidepressivi non sono associati a disfunzioni sessuali.
  - Bupropione
  - Metilfenidato

- Antidepressivi specifici noradrenergici e serotoninergici (NaSSA): farmaci atipici di seconda generazione, sono efficaci nel trattamento della depressione ed ansia al pari degli altri antidepressivi, possedendo una certa attività sedativa sono preferiti nelle forme caratterizzate da insonnia ed eccessiva ansia. Rispetto agli altri tendono a causare un maggiore aumento di peso, perciò sono a volte usati nei casi di anoressia anche per la capacità di stimolare l'appetito.
  - Mianserina
  - Mirtazapina

- Antagonisti della serotonina e inibitori della ricaptazione (SARI): farmaci atipici di seconda generazione, la loro capacità di antagonizzare i recettori, come ad esempio quelli della serotonina, è maggiore di quella di inibizione del trasportatore per cui si comportano essenzialmente come antagonisti recettoriali e a tal proposito sono usati come potenziatori dell'effetto terapeutico dei classici farmaci SSRI. Inoltre possiedono un effetto sedativo, tant'è che sono utilizzati a basse dosi in cui non esplicano attività antidepressiva come adiuvanti del sonno.
  - Trazodone
  - Nefazodone

- Inibitori della ricaptazione della dopamina (DRI): farmaci di seconda generazione, sono utilizzati nel trattamento di vari disturbi, come il deficit di attenzione o la depressione, disturbi neurologici come la narcolessia o il parkinson, ma anche nel trattamento dell'obesità per via dei loro effetti di soppressione della fame. Si sono inoltre dimostrati in grado di stimolare le funzioni cognitive e la vigilanza per cui sono stati sperimentati anche nel trattamento dei deficit cognitivi, come ad esempio quelli del morbo di Alzheimer.
  - Amineptina

- Meccanismo vario: farmaci atipici di seconda generazione, hanno un meccanismo d'azione complesso e multifattoriale che non è stato completamente chiarito ma sembra essere dovuto all'interazione con il sistema oppioide ed una attivazione dei meccanismi di ricaptazione della serotonina (SSRE). Hanno un'efficacia comparabile ai classici antidepressivi ma causano significativamente meno effetti collaterali. Possiedono una buona capacità ansiolitica ma allo stesso tempo psicostimolante. Non causano significativo aumento di peso o disfunzioni sulla sfera sessuale.
  - Tianeptina

- Agonisti dei recettori della melatonina: farmaci atipici di seconda generazione, possono essere utili nelle forme in cui c'è alterazione dei ritmi sonno-veglia. Alcuni studi sembrano mostrare che sembrano avere un'efficacia leggermente minore rispetto agli altri antidepressivi nel caso di depressione maggiore, ma un'efficacia maggiore o comparabile nel trattamento delle forme atipiche.
  - Agomelatina

- Modulatori e stimolatori della serotonina: farmaci di terza generazione, interagiscono con più target contemporaneamente, associando ad esempio l'inibizioni del reuptake delle monoammine (in particolare la serotonina) con un'azione antagonista verso alcuni recettori sinaptici, migliorando così il profilo terapeutico e degli effetti collaterali.
  - Vortioxetina
  - Vilazodone

- Inibitori reversibili delle MAO: farmaci di terza generazione, agiscono come inibitori reversibili delle monoamino ossidasi, cioè sullo stesso target dei vecchi farmaci IMAO, di cui conservano l'efficacia terapeutica ma non gli effetti collaterali, come le interazioni con i cibi contenenti tiramina o le ammine simpatico mimetiche. Pur avendo efficacia comparabile agli altri antidepressivi ma con un molto buono profilo di effetti collaterali, sono ampiamente sotto prescritti a causa della errata convinzione che abbiano gli stessi rischi dei vecchi IMAO.
  - Moclobemide
  - Toloxatone

- Agonisti dopaminergici: non sono specificatamente approvati come antidepressivi ma in diversi studi hanno dimostrato capacità antidepressiva, specie nelle forme resistenti ad altri trattamenti o caratterizzate da mancanza di energia, ipersonnia, apatia, mancanza di motivazione e stimolo.
  - Pramipexolo
  - Ropinirolo
  - Piribedil